# Kitagava Hikaru
Kitagava Hikaru (北川 ひかる; Hepburn: Kitagawa Hikaru) (Kanazava, 1997. május 10. –) japán válogatott labdarúgó.

## Klub
A labdarúgást az Urawa Reds csapatában kezdte. 2015 és 2018 között az Urawa Reds csapatában játszott. 43 bajnoki mérkőzésen lépett pályára és 4 gólt szerzett. 2018-ban az Albirex Niigata csapatához szerződött.

## Nemzeti válogatott
A japán U17-es válogatott tagjaként részt vett a 2014-es U17-es világbajnokságon. A japán U20-as válogatott tagjaként részt vett a 2016-os U20-as világbajnokságon.
2017-ben debütált a japán válogatottban. A japán válogatottban 5 mérkőzést játszott.

## Statisztika
| Japán válogatott | Japán válogatott | Japán válogatott |
| Időszak          | Mérk.            | gól              |
| ---------------- | ---------------- | ---------------- |
| 2017             | 5                | 0                |
| Összesen         | 5                | 0                |

## Sikerei, díjai
Japán válogatott
- U20-as világbajnokság:  Bronz; 2016
- U17-es világbajnokság:  Arany; 2014